# Ludwig Rudolf, Duce de Brunswick-Lüneburg
Ludwig Rudolf, Duce de Brunswick-Lüneburg (22 iulie 1671 – 1 martie 1735) a domnit asupra Brunswick-Lüneburg din 1731 până la moartea sa. A fost bunicul matern al împărătesei Maria Tereza a Austriei.
Ludwig Rudolf a fost fiul cel mic al lui Anthon Ulrich, Duce de Brunswick-Lüneburg. El a devenit general maior în serviciul împăratului Leopold I în 1690 și a fost capturat în bătălie de francezi. După ce a fost eliberat în același an, tatăl său i-a dat în dar comitatul de Blankenburg.
În 1707, Blankenburg a fost ridicat la rang de principat al Sfântului Imperiu Roman; în acest fel, Ludwig Rudolf a devenit prinț domnitor înaintea fratelui său mai mare, Augustus Wilhelm. După moartea lui Augustus Wilhelm în 1731, Ludwig Rudolf a moștenit și Wolfenbüttel. Fratele său aproape că ruinase statul iar Ludwig Rudolf a reușit să-l restaureze financiar.
Ludwig Rudolf a murit în 1735 fără moștenitori pe linie masculină. A fost succedat de vărul său primar, Ferdinand Albert al II-lea, care s-a căsătorit cu fiica cea mică a lui Ludwig Rudolf, Antoinette Amalie.

## Familie
În 1690, la Aurich, Ludwig Rudolf s-a căsătorit cu Christine Louise, fiica lui Albert Ernest I, Prinț de Öttingen. Ei au avut următorii copii care au atins vârsta adultă:
- Elisabeth Christine de Brunswick-Wolfenbüttel (1691–1750), căsătorită cu împăratul Carol al VI-lea
- Charlotte Christine de Brunswick-Lüneburg (1694–1715), căsătorită cu Țareviciul Alexei Petrovici al Rusiei, fiul țarului Petru cel Mare
- Antoinette Amalie de Brunswick-Wolfenbüttel (14 aprilie 1696 – 6 martie 1762), căsătorită cu Ducele Ferdinand Albert II de Brunswick-Lüneburg

Printre descendenții lui Ludwig Rudolf se includ monarhii: George al V-lea al Regatului Unit, Nicolae al II-lea al Rusiei,  Wilhelm al II-lea al Germaniei, Franz Joseph al Austro-Ungariei, Victor Emanuel al III-lea al Italiei, Albert I al Belgiei, Ferdinand I al României, Ferdinand I al Bulgariei, precum și actualii monarhi ai Spaniei, Danemarcei, Suediei, Norvegiei și Liechtenstein.